# Belogorsk
Belogorsk (rusky Белого́рск) je město v Amurské oblasti v Ruské federaci. Při sčítání lidu v roce 2010 mělo 68 249 obyvatel a bylo tak druhým největším městem oblasti.

## Poloha
Belogorsk leží na řece Tomi, přítoku Zeji, ve vzdálenosti přibližně sto kilometrů na severovýchod od Blagověščensku, správního střediska oblasti, ležícího u rusko-čínské hranice.

### Doprava
Přes Belogorsk vede Transsibiřská magistrála, ze které odtud vede odbočka do Blagověščensku.

## Dějiny
Belogorsk byl založen v roce 1860 jako Alexandrovskoje (Алекса́ндровское).
V roce 1913 byla postavena železniční stanice Transsibiřské magistrály.
V roce 1926 se Alexandrovskoje stalo městem a bylo přejmenováno na Alexandrovsk-na-Tomi (Алекса́ндровск-на-Томи́). Pak bylo v roce 1931 přejmenováno na Krasnopartizansk (Краснопартиза́нск) a v roce 1936 na Kujbyševka-Vostočnaja (Ку́йбышевка-Восто́чная). Na současné jméno byl Belogorsk přejmenován v roce 1975.